# Thyropteridae
Los tiroptéridos (Thyropteridae) son una familia de murciélagos del suborden Microchiroptera. Contiene un solo género, Thyroptera, con cinco especies.
Familia de organismos con ventosas en las alas.
Propios de Centroamérica y Sudamérica, suelen habitar los bosques lluviosos. Sus características más peculiares son la reducción de sus dedos, englobados en el patagio, la forma de embudo de sus orejas y unas estructuras especiales en sus pulgares delanteros y traseros en forma de cuatro ventosas que les permiten adherirse, por succión, a cualquier tipo de superficies, incluso en materiales muy lisos. Su pelaje es oscuro, de un color marronáceo a negro. Talla pequeña, rostro alargado fon pequeñas verrugas arriba de la nariz . Uropatagio , se extiende mas alla de los miembros posteriores.
Como otros murciélagos, viven en cuevas, en colonias de pequeño tamaño 10 individuos  (a veces en solitario). Se trata de animales muy versátiles ecológicamente y de alimentación insectívora.

## Taxonomía
La taxonomía de la familia es la siguiente:
- Familia Thyropteridae
  - Género  Thyroptera
    - Thyroptera discifera (Lichtenstein e Peters, 1855)
    - Thyroptera tricolor Spix, 1823
    - Thyroptera lavali Pine, 1993
    - Thyroptera devivoi[7]Gregorin et al., 2006
    - Thyroptera wynneae[8] Velazco, Gregorin, Voss y Simmons, 2014